# هنري إيفرون
هنري إيفرون (بالإنجليزية: Henry Ephron)‏ هو كاتب وكاتب سيناريو ومنتج أفلام أمريكي، ولد في 26 مايو 1911 في نيويورك في الولايات المتحدة، وتوفي في 6 سبتمبر 1992 في لوس أنجلوس في الولايات المتحدة.

## وصلات خارجية
- هنري إيفرون على موقع IMDb (الإنجليزية)
- هنري إيفرون على موقع ألو سيني (الفرنسية)
- هنري إيفرون على موقع أول موفي (الإنجليزية)
- هنري إيفرون على موقع قاعدة بيانات برودواي على الإنترنت (الإنجليزية)
- هنري إيفرون على موقع قاعدة بيانات الأفلام السويدية (السويدية)
- هنري إيفرون على موقع قاعدة بيانات الفيلم (الإنجليزية)
- هنري إيفرون على موقع كينوبويسك (الروسية)